# 糙臭草
糙臭草（学名：Melica scaberrima）为禾本科臭草属下的一个种。

## 扩展阅读
- 維基物種上的相關：糙臭草